# Église Saint-Pierre de Civrac-en-Médoc
Pour les articles homonymes, voir Église Saint-Pierre.
L'église Saint-Pierre est une église catholique située à Civrac-en-Médoc, en France.

## Localisation
L'église est située dans le département français de la Gironde, sur la commune de Civrac-en-Médoc.

## Historique
Le chevet est inscrit au titre des monuments historiques en 1925.

### Galerie

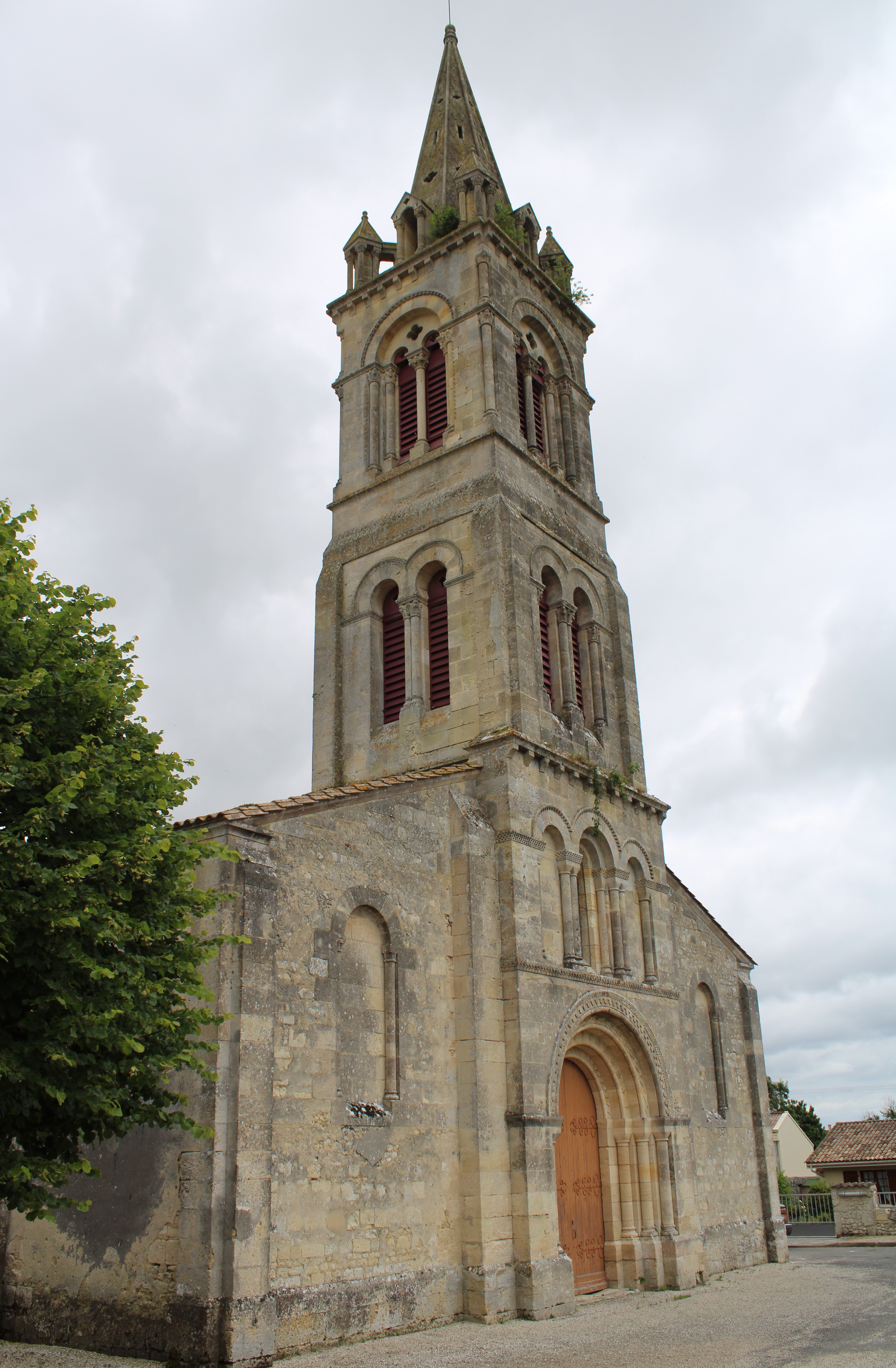
Vue de l'église.
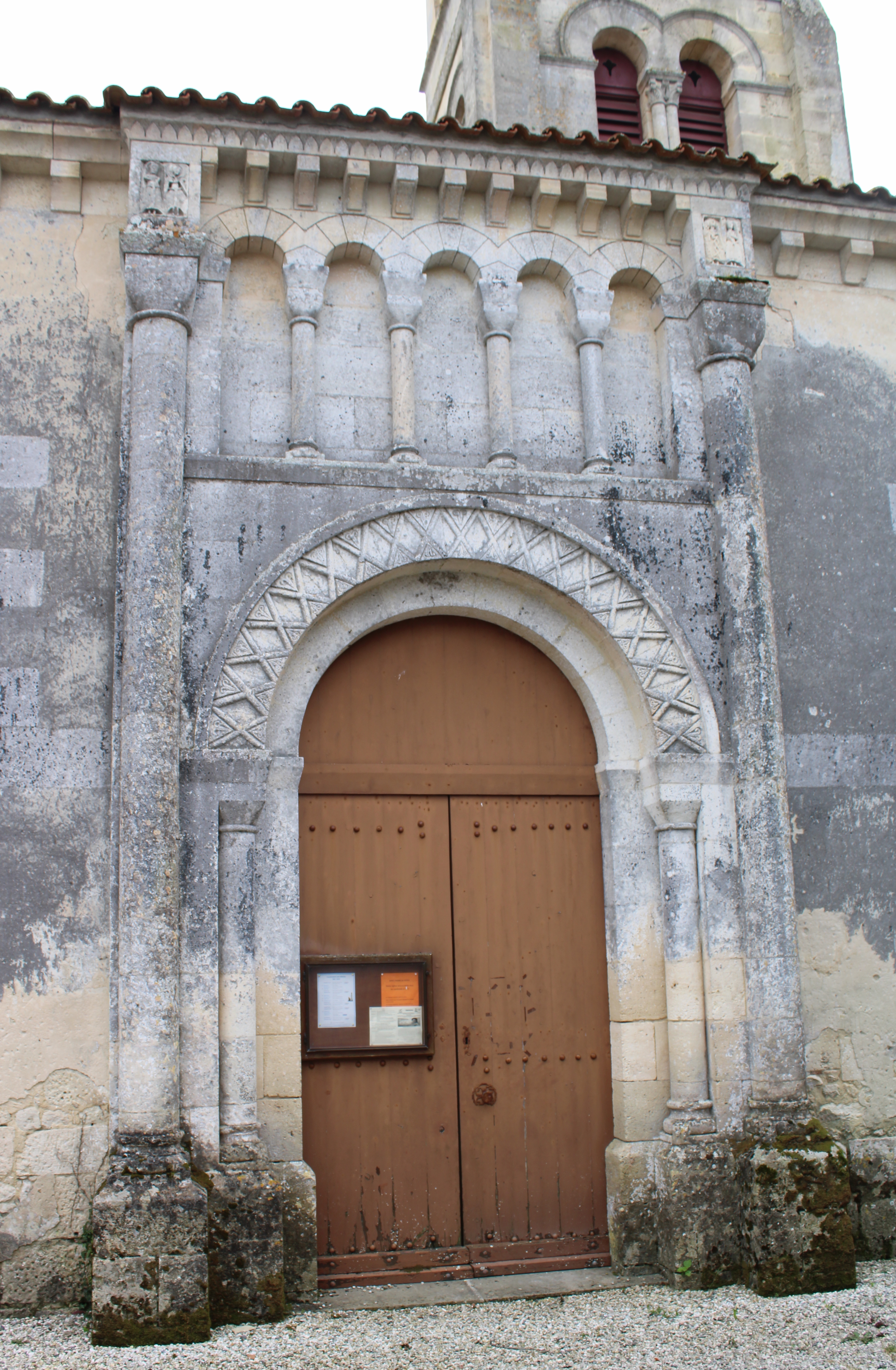
Portail roman de la façade sud.
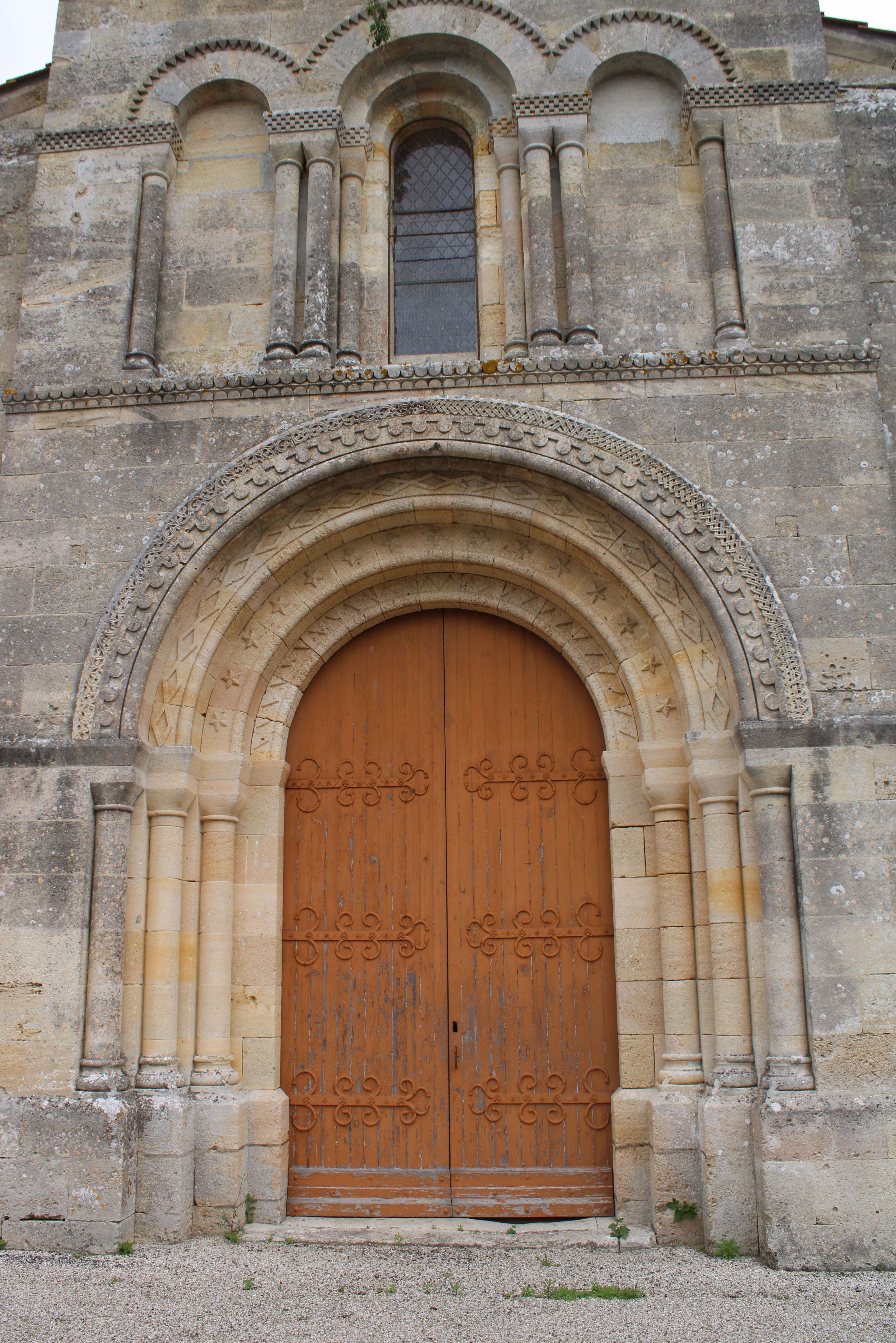
Portail roman de la façade.
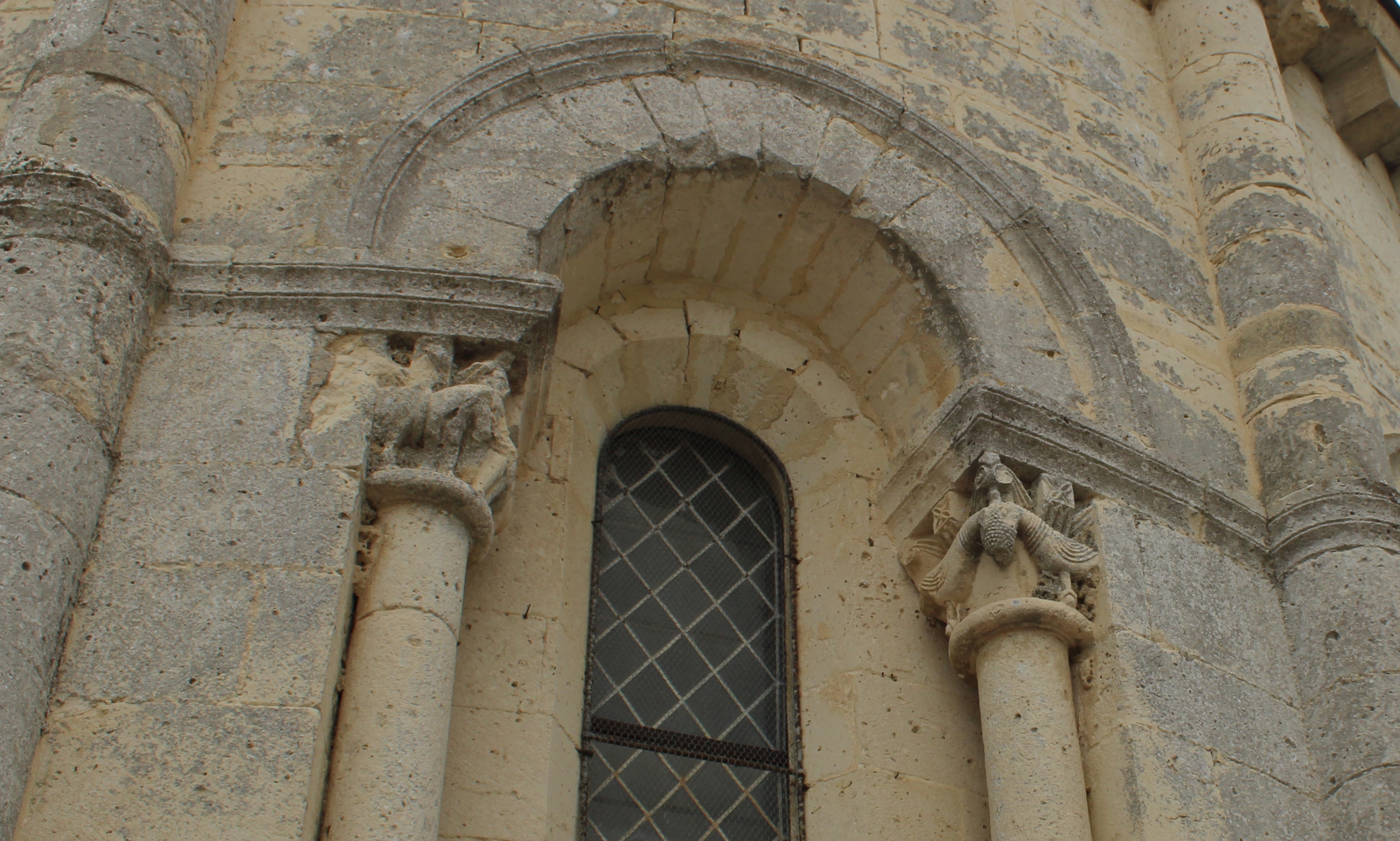
Chapiteaux sculptés du chevet.
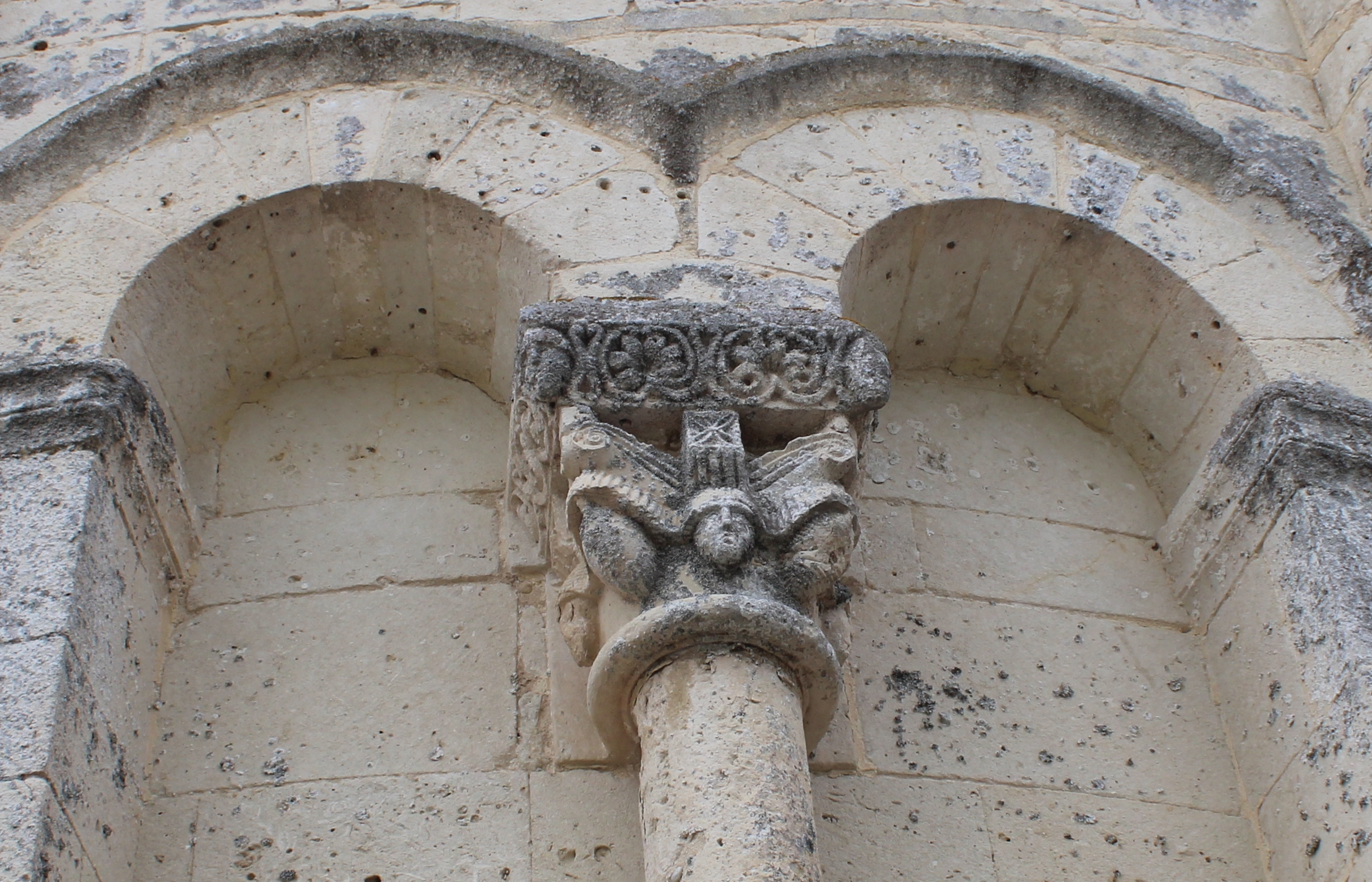
Chapiteau sculpté du chevet.